# Henry Seiling
Henry Seiling va ser un esportista estatunidenc que va competir a cavall del segle xix i el segle xx. El 1904 va prendre part en els Jocs Olímpics de Saint Louis en la prova del joc d'estirar la corda, en què guanyà la medalla d'or formant part de l'equip Milwaukee Athletic Club, junt a Sidney Johnson, Oscar Olson, Patrick Flanagan i Conrad Magnusson.